# المصبارة (السياني)

تعديل مصدري - تعديل

المصبارة محلة تابعة لقرية منزل السماوي، التابعة لعزلة الدامغ بمديرية السياني إحدى مديريات محافظة إب في الجمهورية اليمنية.، بلغ تعداد سكانها 120 حسب تعداد اليمن لعام 2004.